# Paulo Macedo
Paulo Macedo (ur. 14 lipca 1963 w Lizbonie) – portugalski ekonomista, bankowiec i polityk, w latach 2011–2015 minister zdrowia w rządzie Pedra Passosa Coelho.

## Życiorys
W 1986 ukończył zarządzanie w instytucie gospodarki i zarządzania ISEG w ramach Universidade Técnica de Lisboa. Od 1993 zawodowo związany z bankiem Banco Comercial Português, obejmował stanowiska dyrektorskie w spółkach wchodzących w skład grupy BCP. W latach 2004–2007 był dyrektorem generalnym ds. podatków i przewodniczącym rady portugalskiej administracji fiskalnej. W czerwcu 2011 desygnowany na stanowisko ministra zdrowia w rządzie Pedra Passosa Coelho. Urząd ten sprawował do października 2015.
Odznaczony Orderem Infanta Henryka w randze Wielki Oficer oraz Krzyż Wielki.